# 시조마에역
시장앞역(일본어: 市場前駅, しじょうまええき)은 일본 도쿄도 고토구에 있는 철도역이다.

## 승강장
섬식 승강장 1면 2선 고가역.
| 1 | ■ 유리카모메 | 도요스 방면                        |
| 2 | ■ 유리카모메 | 아리아케·아오미·다이바·신바시 방면 |

## 역세권 정보
개업 시점에서 역 주변에 중심이 된 시설은 없고, 이용자는 지극히 적다.

## 역사
- 2005년 4월 28일: 정식역명을 시장앞역으로 결정.
- 2006년 3월 27일: 영업 개시.

## 인접역
| 유리카모메 도쿄 임해 신교통 임해선    | 유리카모메 도쿄 임해 신교통 임해선 | 유리카모메 도쿄 임해 신교통 임해선 |
| ------------------------------------- | ---------------------------------- | ---------------------------------- |
| U-13 아리아케 테니스의 숲 신바시 방면 | 유리카모메                         | 신토요스 U-15 도요스 방면          |

## 같이 보기
- 신토요스 시장
- 쓰키지 시장